# Sportverein Stuttgarter Kickers 2004-2005
Questa voce raccoglie le informazioni riguardanti lo Sportverein Stuttgarter Kickers nelle competizioni ufficiali della stagione 2004-2005.

## Stagione
Nella stagione 2004-2005 il Stuttgarter Kickers, allenato da Robin Dutt, concluse il campionato di Regionalliga sud al 9º posto.

## Rosa
| N. |                                 | Ruolo | Calciatore         |
| -- | ------------------------------- | ----- | ------------------ |
| 1  | Germania (bandiera)             | P     | Tino Köstel        |
| 2  | Germania (bandiera)             | D     | Moritz Steinle     |
| 3  | Germania (bandiera)             | D     | Jens Härter        |
| 4  | Germania (bandiera)             | D     | Michael Zimmermann |
| 5  | Germania (bandiera)             | D     | Oliver Barth       |
| 6  | Turchia (bandiera)              | C     | Mustafa Akçay      |
| 7  | Germania (bandiera)             | C     | Daniel Sager       |
| 8  | Italia (bandiera)               | C     | Giuseppe Catizone  |
| 9  | Germania (bandiera)             | A     | Mirnes Mesic       |
| 10 | Ghana (bandiera)                | A     | Bashiru Gambo      |
| 11 | Bosnia ed Erzegovina (bandiera) | A     | Suad Rahmanovic    |
| 12 | Germania (bandiera)             | A     | Mario Klotz        |
| 13 | Germania (bandiera)             | D     | Oliver Stierle     |
| 14 | Turchia (bandiera)              | C     | Mustafa Parmak     |
| 15 | Grecia (bandiera)               | C     | Niko Chatzis       |

| N. |                                 | Ruolo | Calciatore               |
| -- | ------------------------------- | ----- | ------------------------ |
| 16 | Germania (bandiera)             | C     | Panagiōtīs Delīgiannidīs |
| 18 | Germania (bandiera)             | C     | Christian Kuhn           |
| 20 | Germania (bandiera)             | C     | Heiko Gumper             |
| 22 | Germania (bandiera)             | P     | Christian Schwend        |
| 23 | Germania (bandiera)             | D     | Alexander Malchow        |
| 28 | Germania (bandiera)             | A     | Marco Tucci              |
| 29 | Germania (bandiera)             | C     | Michael Heilemann        |
| 30 | Bosnia ed Erzegovina (bandiera) | P     | Jasmin Fejzić            |
| 30 | Egitto (bandiera)               | A     | Mohamed Abou-Shoura      |
| 31 | Turchia (bandiera)              | D     | Ferdi Er                 |
| 31 | Germania (bandiera)             | C     | Marcel Schreiber         |
| 32 | Italia (bandiera)               | C     | Enzo Marchese            |
| 33 | Germania (bandiera)             | A     | Nikolaos Vassiliou       |
|    | Germania (bandiera)             | C     | Boris Gatzky             |

## Organigramma societario
Area tecnica
- Allenatore: Robin Dutt
- Allenatore in seconda: Stefan Minkwitz
- Preparatore dei portieri: Waldemar Cimander
- Preparatori atletici:
- Analisi video:

## Calciomercato

### Sessione estiva
| Acquisti | Acquisti          | Acquisti              | Acquisti |
| R.       | Nome              | da                    | Modalità |
| -------- | ----------------- | --------------------- | -------- |
| C        | Niko Chatzis      | Waldhof Mannheim      |          |
| C        | Boris Gatzky      | Stoccarda U19         |          |
| A        | Stefan Hampl      | Feucht                |          |
| D        | Jens Härter       | Freiberg              |          |
| C        | Michael Heilemann | SV Bonlanden          |          |
| C        | Sven Kegel        | Magonza II            |          |
| A        | Mario Klotz       | Ditzingen             |          |
| C        | Christian Kuhn    | Kickers Stoccarda U19 |          |
| C        | Mustafa Parmak    | Ludwigsburg           |          |
| C        | Daniel Sager      | St. Pauli             |          |
| A        | Marek Trejgis     | Holstein Kiel         |          |

| Cessioni | Cessioni             | Cessioni        | Cessioni |
| R.       | Nome                 | a               | Modalità |
| -------- | -------------------- | --------------- | -------- |
| C        | Sascha Benda         | Augusta         |          |
| C        | Marvin Braun         | Augusta         |          |
| C        | Bernd Eckhardt       | SV Bonlanden    |          |
| A        | Gaetano Intemperante | VfL Herrenberg  |          |
| C        | Christoph Kunze      | Normannia Gmünd |          |
| A        | Carsten Lakies       | OSC Vellmar     |          |
| D        | Patrick Milchraum    | Monaco 1860     |          |

### Sessione invernale
| Acquisti | Acquisti      | Acquisti         | Acquisti |
| R.       | Nome          | da               | Modalità |
| -------- | ------------- | ---------------- | -------- |
| A        | Bashiru Gambo | Wydad Casablanca |          |

| Cessioni | Cessioni      | Cessioni             | Cessioni |
| R.       | Nome          | a                    | Modalità |
| -------- | ------------- | -------------------- | -------- |
| A        | Marek Trejgis | Kickers Stoccarda II |          |

## Risultati

### Regionalliga

#### Girone di andata
| Arbitro: | Brombacher |

|                |           |  |
| Adler 36’, 59’ | Marcatori |  |

| Arbitro: | Perl |

|            |           |                           |
| Parmak 75’ | Marcatori | 23’ Zimmermann 73’ Kanyuk |

| Arbitro: | Stark |

|                   |           |                                 |
| Schmid 90’ (rig.) | Marcatori | 11’ Hampl 18’ (rig.), 19’ Mesic |

| Arbitro: | Viktora |

|  |           |                     |
|  | Marcatori | 36’ Jerat 85’ Telle |

| Arbitro: | Welz |

|                           |           |           |
| Parmak 30’, 76’ Hampl 62’ | Marcatori | 54’ Simon |

| Ratisbona 14 settembre 2004, ore 19:00 CEST 6ª giornata | Jahn Ratisbona | 0 – 0 referto | Kickers Stoccarda | Jahnstadion (3 500 spett.)\| Arbitro: \| Dingert \| |
| Arbitro:                                                | Dingert        |               |                   |                                                     |

| Arbitro: | Brych |

|                          |           |                    |
| Rahmanovic 24’ Mesic 90’ | Marcatori | 35’ Loos 72’ Mason |

| Arbitro: | Vogler |

|                                |           |                |
| Winkler 39’ (rig.), 63’ (rig.) | Marcatori | 42’ Rahmanovic |

| Arbitro: | Polony |

|                     |           |            |
| Barth 73’ Mesic 85’ | Marcatori | 31’ Semler |

| Siegen 8 ottobre 2004, ore 19:30 CEST 10ª giornata | Siegen    | 0 – 0 referto | Kickers Stoccarda | Leimbachstadion (7 926 spett.)\| Arbitro: \| Trautmann \| |
| Arbitro:                                           | Trautmann |               |                   |                                                           |

| Arbitro: | Greth |

|                |           |                               |
| Rahmanovic 12’ | Marcatori | 7’ Cenci 78’ Hasa 89’ Pölking |

| Arbitro: | Kempter |

|                                                      |           |                          |
| Guščinas 47’ (rig.) Gentner 49’ Caligiuri 65’ (rig.) | Marcatori | 62’ Akçay 83’ Rahmanovic |

| Arbitro: | Pflaum |

|                     |           |              |
| Rahmanovic 13’, 17’ | Marcatori | 8’ Hockenjos |

| Aalen 6 novembre 2004, ore 14:30 CET 14ª giornata | Aalen | 0 – 0 referto | Kickers Stoccarda | Städtisches Waldstadion (2 050 spett.)\| Arbitro: \| Brych \| |
| Arbitro:                                          | Brych |               |                   |                                                               |

| Arbitro: | Sahler |

|                               |           |                                |
| Rahmanovic 1’, 59’ Härter 27’ | Marcatori | 47’ Okpala 49’ Römer 68’ Braun |

| Arbitro: | Sippel |

|  |           |              |
|  | Marcatori | 12’ Catizone |

| Arbitro: | Dingert |

|                           |           |                            |
| Mesic 14’, 49’ Parmak 72’ | Marcatori | 7’, 57’ Džaka 76’ Willmann |

#### Girone di ritorno
| Stoccarda 11 dicembre 2004, ore 14:30 CET 18ª giornata | Kickers Stoccarda | 0 – 0 referto | Monaco 1860 II | Gazi-Stadion auf der Waldau (2 310 spett.)\| Arbitro: \| Kristek \| |
| Arbitro:                                               | Kristek           |               |                |                                                                     |

| Arbitro: | Hofmann |

|                      |           |  |
| Ćirić 28’ Kanyuk 60’ | Marcatori |  |

| Arbitro: | Schiffner |

|             |           |                                |
| Stierle 31’ | Marcatori | 27’ (rig.) Schiller 37’ Heller |

| Arbitro: | Pflaum |

|               |           |             |
| Bolm 18’, 53’ | Marcatori | 19’ Steinle |

| Arbitro: | Aytekin |

|  |           |                               |
|  | Marcatori | 32’, 68’ Rahmanovic 45’ Barth |

| Arbitro: | Christ |

|                                 |           |          |
| Rahmanovic 1’ Parmak 90’ (rig.) | Marcatori | 14’ Kern |

| Arbitro: | Albrecht |

|                         |           |                     |
| Haffner 44’ Nagorny 85’ | Marcatori | 52’ Gambo 56’ Mesic |

| Arbitro: | Maier |

|                       |           |           |
| Malchow 7’ Härter 59’ | Marcatori | 49’ Throm |

| Arbitro: | Kristek |

|                     |           |                                               |
| Semler 15’ Cruz 53’ | Marcatori | 21’ Malchow 29’, 79’ Schreiber 78’ Rahmanovic |

| Stoccarda 16 aprile 2005, ore 14:30 CEST 27ª giornata | Kickers Stoccarda | 0 – 0 referto | Siegen | Gazi-Stadion auf der Waldau (2 710 spett.)\| Arbitro: \| Hofmann \| |
| Arbitro:                                              | Hofmann           |               |        |                                                                     |

| Arbitro: | Polony |

|  |           |           |
|  | Marcatori | 53’ Mesic |

| Arbitro: | Walz |

|                          |           |  |
| Rahmanovic 47’ Mesic 78’ | Marcatori |  |

| Arbitro: | Maier |

|           |           |                                     |
| Maier 40’ | Marcatori | 12’, 24’, 77’ Abou-Shoura 28’ Mesic |

| Arbitro: | Sahler |

|  |           |                |
|  | Marcatori | 89’ Demirkiran |

| Arbitro: | Sippel |

|                             |           |                                |
| Römer 14’ Okpala 21’ (rig.) | Marcatori | 80’ Rahmanovic 85’ Abou-Shoura |

| Arbitro: | Dingert |

|  |           |              |
|  | Marcatori | 55’ Boskovic |

| Coblenza 4 giugno 2005, ore 14:30 CEST 34ª giornata | Coblenza | 0 – 0 referto | Kickers Stoccarda | Stadion Oberwerth (2 186 spett.)\| Arbitro: \| Viktora \| |
| Arbitro:                                            | Viktora  |               |                   |                                                           |

## Statistiche

### Statistiche di squadra
| Competizione     | Punti | In casa | In casa | In casa | In casa | In casa | In casa | In trasferta | In trasferta | In trasferta | In trasferta | In trasferta | In trasferta | Totale | Totale | Totale | Totale | Totale | Totale | DR |
| Competizione     | Punti | G       | V       | N       | P       | Gf      | Gs      | G            | V            | N            | P            | Gf           | Gs           | G      | V      | N      | P      | Gf     | Gs     | DR |
| ---------------- | ----- | ------- | ------- | ------- | ------- | ------- | ------- | ------------ | ------------ | ------------ | ------------ | ------------ | ------------ | ------ | ------ | ------ | ------ | ------ | ------ | -- |
| Regionalliga sud | 47    | 17      | 6       | 5       | 6       | 24      | 24      | 17           | 6            | 6            | 5            | 24           | 19           | 34     | 12     | 11     | 11     | 48     | 43     | +5 |
| Totale           | 47    | 17      | 6       | 5       | 6       | 24      | 24      | 17           | 6            | 6            | 5            | 24           | 19           | 34     | 12     | 11     | 11     | 48     | 43     | +5 |

### Andamento in campionato
| Giornata  | 1  | 2  | 3  | 4  | 5  | 6  | 7  | 8  | 9  | 10 | 11 | 12 | 13 | 14 | 15 | 16 | 17 | 18 | 19 | 20 | 21 | 22 | 23 | 24 | 25 | 26 | 27 | 28 | 29 | 30 | 31 | 32 | 33 | 34 |
| --------- | -- | -- | -- | -- | -- | -- | -- | -- | -- | -- | -- | -- | -- | -- | -- | -- | -- | -- | -- | -- | -- | -- | -- | -- | -- | -- | -- | -- | -- | -- | -- | -- | -- | -- |
| Luogo     | T  | C  | T  | C  | C  | T  | C  | T  | C  | T  | C  | T  | C  | T  | C  | T  | C  | C  | T  | C  | T  | T  | C  | T  | C  | T  | C  | T  | C  | T  | C  | T  | C  | T  |
| Risultato | P  | P  | V  | P  | V  | N  | N  | P  | V  | N  | P  | P  | V  | N  | N  | V  | N  | N  | P  | P  | P  | V  | V  | N  | V  | V  | N  | V  | V  | V  | P  | N  | P  | N  |
| Posizione | 15 | 16 | 12 | 15 | 12 | 12 | 12 | 15 | 13 | 12 | 12 | 15 | 11 | 12 | 13 | 11 | 11 | 11 | 14 | 14 | 15 | 14 | 12 | 12 | 12 | 12 | 10 | 9  | 7  | 7  | 7  | 7  | 8  | 9  |

Legenda:

Luogo: C = Casa; T = Trasferta. Risultato: V = Vittoria; N = Pareggio; P = Sconfitta.

### Statistiche dei giocatori
| M. Abou-Shoura   | 17 | 4  | 3  | 1 |
| M. Akçay         | 26 | 1  | 6  | 1 |
| O. Barth         | 32 | 2  | 6  | 0 |
| G. Catizone      | 23 | 1  | 2  | 0 |
| N. Chatzis       | 21 | 0  | 0  | 0 |
| P. Delīgiannidīs | 6  | 0  | 2  | 0 |
| F. Er            | 0  | 0  | 0  | 0 |
| J. Fejzić        | 3  | 0  | 0  | 0 |
| B. Gambo         | 10 | 1  | 3  | 0 |
| B. Gatzky        | 1  | 0  | 0  | 0 |
| H. Gumper        | 19 | 0  | 3  | 0 |
| S. Hampl         | 10 | 2  | 0  | 0 |
| M. Heilemann     | 1  | 0  | 0  | 0 |
| J. Härter        | 31 | 2  | 0  | 0 |
| S. Kegel         | 4  | 0  | 0  | 0 |
| M. Klotz         | 6  | 0  | 0  | 0 |
| C. Kuhn          | 2  | 0  | 0  | 0 |
| T. Köstel        | 31 | 0  | 0  | 0 |
| A. Malchow       | 24 | 2  | 9  | 0 |
| E. Marchese      | 6  | 0  | 0  | 0 |
| M. Mesic         | 32 | 10 | 11 | 0 |
| M. Parmak        | 31 | 5  | 8  | 0 |
| S. Rahmanovic    | 30 | 14 | 1  | 0 |
| D. Sager         | 8  | 0  | 1  | 0 |
| M. Schreiber     | 13 | 2  | 1  | 0 |
| C. Schwend       | 0  | 0  | 0  | 0 |
| M. Steinle       | 33 | 1  | 4  | 0 |
| O. Stierle       | 20 | 1  | 2  | 2 |
| M. Trejgis       | 3  | 0  | 0  | 0 |
| M. Tucci         | 1  | 0  | 0  | 0 |
| N. Vassiliou     | 1  | 0  | 0  | 0 |
| M. Zimmermann    | 13 | 0  | 1  | 0 |